# اوبشارنگکی
اوبشارنگکی (به لهستانی:  Obszarniki) یک روستا در لهستان است که در گمینا بانگه مازورسکیه واقع شده‌است.